# Anton Michael Heinen
Anton Michael Heinen (* 2. Juni 1939 in Niederhersdorf; † 1. April 1998 in Zirl) war ein deutscher Jesuit und Orientalist.

## Leben
Er trat am 8. April 1959 in Eringerfeld ins Noviziat der Jesuiten ein. Er empfing am 25. Juli 1970 die Priesterweihe in Frankfurt am Main. Von 1984 bis 1989 war er Direktor des
Orient-Instituts Beirut. Er lehrte am Pontificio Istituto Orientale als außerordentlicher Professor. Er ist auf dem Ordensfriedhof in Pullach begraben.

## Schriften (Auswahl)
- Islamic Cosmology. A Study of as-Suyūṭī's al-Haiʾa as-sanīya fī l-haiʾa as-sunnīya. Wiesbaden 1982, ISBN 3-515-03177-4.